# Fosfato de zinc
El fosfato de Zinc (Zn3(PO4)2) es un compuesto químico inorgánico utilizado como un recubrimiento resistente a la corrosión en superficies metálicas ya sea como parte de un proceso de galvanoplastia o aplicada como un primer pigmento (véase también tetróxido de plomo). Las capas de fosfato de xinc son mejores en una estructura cristalina de metal desnudo, por lo que un agente de siembra se utiliza a menudo como un pretratamiento. Un agente común es el pirofosfato de sodio.
Las formas naturales de fosfato de zinc son los minerales hopeita y parahopeita, Zn3(PO4)2·4H2O. Un mineral algo similar es el fosfato de zinc naturalmente hidratado llamado tarbuttita, Zn2(PO4)(OH). Ambos se formaron a través de la oxidación de la esfalerita por la presencia de soluciones ricas en fosfato. La forma anhidra aún no se ha encontrado de forma natural

## Aplicaciones
El cemento de fosfato de zinc se forma a partir de fosfato de zinc y es utilizado en odontología. El cemento dental de fosfato de zinc es uno de los cementos más antiguos y ampliamente utilizados, y se utiliza comúnmente para la cementación en las restauraciones metálicas permanentes y como base para el empaste. El cemento de fosfato de zinc se utiliza para la cementación de incrustaciones, coronas, puentes, ortodoncia y, ocasionalmente, como restauración provisional. Se prepara mediante la mezcla de polvos de óxido de zinc y óxido de magnesio con un líquido que consiste principalmente de ácido fosfórico, agua, y solución reguladora. Es el cemento estándar que tiene la trayectoria más larga de uso en odontología. Todavía es comúnmente utilizado; sin embargo, el cemento de ionómero de vidrio modificado con resina es más conveniente y más fuerte cuando se usa en el entorno dental.